# Slotsholmskanalen
55°40′35″N 12°34′36″Ø / 55.67639°N 12.57667°Ø
Slotsholmskanalen er benævnelsen for den del af kanalsystemet omkring Slotsholmen, der afgrænses af broerne Stormbroen og Christian IV's Bro, idet den øvrige del af kanalsystemet fra Bryghusbroen til Stormbroen benævnes Frederiksholms Kanal.